# Radúz Mácha

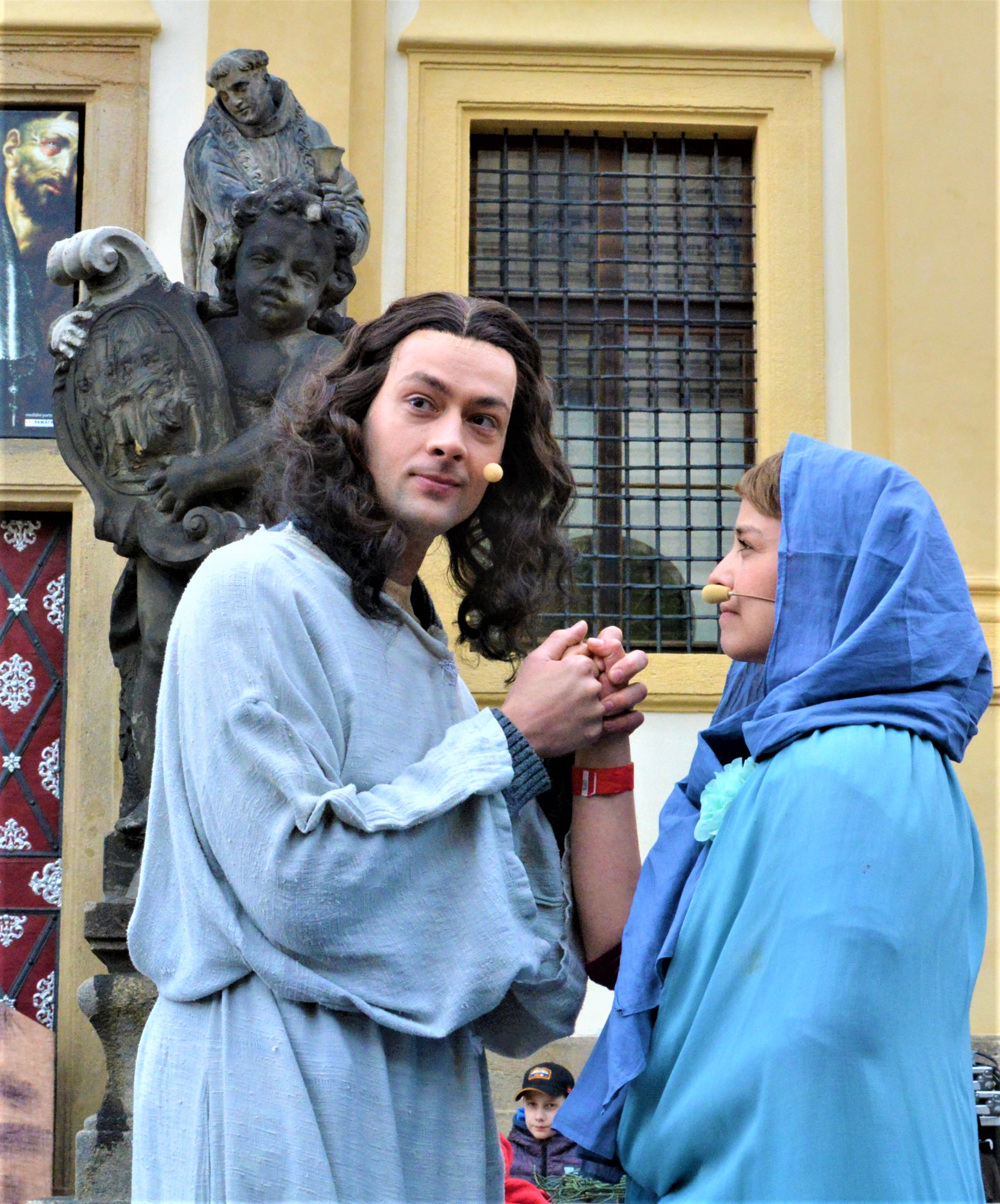
V roli Ježíše Nazaretského spolu s Pavlou Beretovou (jako Maria) v lidové Pašijové hře, režie Oldřich Vlček, Loreta, Praha, 2019

Radúz Mácha (* 15. června 1987 Valašské Meziříčí) je český herec.

## Studium
Pochází z Valašska, z Rožnova pod Radhoštěm. Již jako žák základní školy se věnoval aktivně sportu (tenis a hokej – závodně) a chodil do dramatického kroužku při místní Základní umělecké škole.
Začal studovat na gymnáziu, ale odešel po čtyřech letech do Ostravy, kde vystudoval hudebně-dramatický obor Janáčkovy konzervatoře v Ostravě (2003–2007). Následně pokračoval ve studiu činoherního herectví na Divadelní fakultě Janáčkovy akademie múzických umění v Brně u Oxany Smilkové, kde absolvoval v roce 2012.
Již během studií konzervatoře vystupoval pohostinsky v Těšínském divadle, v Divadle Petra Bezruče v Ostravě a v Národním divadle moravskoslezském. Během studií na JAMU hostoval v divadelním spolku Eventualité, divadle Husa na provázku a v HaDivadle. Od třetího ročníku JAMU hostoval také v Národním divadle na jevišti Stavovského divadla a Nové scény.

## Angažmá
Od srpna roku 2011 se stal členem Činohry Národního divadla v Praze.
Mimo angažmá v Národním divadle hostoval v roce 2013 také v Divadle X10 (J. Topol: Hodina lásky) a od roku 2015 ve Vršovickém divadle MANA (Miloš Orson Štědroň: (H)usque ad finem). V letech 2011–4 vystupoval v pražském divadle Hybernia v roli Victora Huga v muzikálu Quasimodo. Také vystupoval v roli Claudia ve hře W. Shakespeara Mnoho povyku pro nic na Letních shakespearovských slavnostech v Praze.

## Další aktivity
Stal se tváří projektu Na dřeň, který vyhledává dobrovolníky do registru dárců kostní dřeně.
Od roku 2015 spolupracuje příležitostně s fotbalovým klubem Amfora Klub Praha.

## Rodina
Jeho manželkou je od roku 2015 baletka Marta Drastíková, solistka Baletu Národního divadla a držitelka ceny Thálie, se kterou se seznámil již na konzervatoři v Ostravě. V březnu 2016 se jim narodila dcera Matylda.

## Zajímavost
V roce 2008 zorganizoval na náměstí v Rožnově pod Radhoštěm divadelní vystoupení, kterého se zúčastnilo 1 600 dětí. Akce byla vyhlášena jako „Ekologický počin 2008“ a zapsána jako český rekord a kuriozita do České knihy rekordů.

## Ocenění
- 2017 Cena ředitele Národního divadla 2017 pro umělce do 35 let[13]

## Divadelní role, výběr
- 2009 Barbara Herz: Partie, div. soubor Eventualité (na festivalu Dream Factory Ostrava), režie Barbara Herz [14]
- 2010 Václav Havel: Asanace (scénické čtení), HaDivadlo, režie Marián Amsler
- 2010 H. Ch. Andersen: Sněhová královna, Havran (j. h.), Dospělý Káj, Stavovské divadlo, režie Zoja Mikotová
- 2011 Josef Topol: Konec masopustu, Rafael (j. h.), Národní divadlo, režie Jan Antonín Pitínský
- 2011 William Shakespeare: Zkrocení zlé ženy, Tranio (j. h.), Národní divadlo, režie Martin Čičvák
- 2011 SKUTR: Quasimodo, Victor Hugo, divadlo Hybernia, režie Martin Kukučka
- 2011 J. Herz, J. Drbohlav, J. Hanzlík: Deváté srdce, Martin, Stavovské divadlo, režie Juraj Herz
- 2012 Ladislav Stroupežnický: Naši furianti, Václav, Karel Kudrlička, Národní divadlo, režie Jan Antonín Pitínský
- 2012 Eugène Ionesco: Nosorožec, Jean, Hasič, Nová scéna, režie Gábor Tompa
- 2012 Edmond Rostand: Cyrano z Bergeracu, Kristian, Národní divadlo, režie Michal Dočekal
- 2012 Lucy Prebble: Enron, Ramsey, právník, Stavovské divadlo, režie Michal Dočekal
- 2012 Molière: Pán z Prasečkova, Erast, Stavovské divadlo, režie Hana Burešová
- 2013 Josef Topol: Hodina lásky, El, Divadlo X10, režie Ewa Zembok
- 2013 Stefano Massini: Ohlušující pach bílé...v duši Vincenta van Gogha, Roland, zřízenec, Divadlo kolovrat, režie Lucie Bělohradská
- 2014 Soňa Červená, Aleš Březina, Marta Ljubková: 1914, Branec-voják, Stavovské divadlo, režie Robert Wilson
- 2014 Ariane Mnouchkinová: Dokonalé štěstí aneb 1789, Hraje, Stavovské divadlo, režie Robert Wilson
- 2014 J. K. Tyl: Strakonický dudák aneb Hody divých žen, Alamir, Národní divadlo, režie Jan Antonín Pitínský
- 2014 Molière: Tartuffe Impromptu! aneb Variace podle slavného Molièrova textu, Valér, Stavovské divadlo, režie Jan Nebeský
- 2014 William Shakespeare: Mnoho povyku pro nic, Claudio, Letní shakespearovské slavnosti, režie Jiří Menzel
- 2015 Maurice Maeterlinck: Modrý pták, Cukr, Břečťan, Stavovské divadlo, režie Štěpán Pácl
- 2015 Mike Bartlett: Zemětřesení v Londýně, Robert Crannock (mladý), Muž v uniformě, Nová scéna, režie Daniel Špinar
- 2015 Miloš Orson Štědroň: (H)usque ad finem, Jan Hus, Vršovické divadlo MANA, režie Adéla Stodolová
- 2016 Vítězslav Nezval: Manon Lescaut, Tiberge, Národní divadlo režie Daniel Špinar
- 2016 Ladislav Fuks: Spalovač mrtvol, Milivoj, jejich syn (ad.), Stavovské divadlo, režie Jan Mikulášek
- 2016 A. P. Čechov: Tři sestry, Andrej Prozorov, Stavovské divadlo, režie Daniel Špinar
- 2016 Neil Simon: Bosé nohy v parku, Paul Bratter, agentura Harlekýn, režie Kateřina Iváková
- 2017 Federico García Lorca: Krvavá svatba, Leonardo, Mrtvý bratr ženicha, Stavovské divadlo, režie SKUTR (Martin Kukučka a Lukáš Trpišovský)
- 2018 Stefan Zweig: Netrpělivost srdce, Anton Hofmiller, Stavovské divadlo, režie Daniel Špinar
- 2019 W. Gombrowicz: Kosmos, Ludvík, Nová scéna, režie Ivan Buraj
- 2019 K. J. Erben: Kytice, Svatební košile – Ženich, Národní divadlo, režie SKUTR (Martin Kukučka a Lukáš Trpišovský)
- 2022 F. M. Dostojevskij: Idiot, Pticyn, režie Daniel Špinar
- 2022 Ondřej Novotný: Otec hlídá dceru, Hrají, Nová scéna, režie Jan Frič
- 2022 Karel Čapek: Hordubal, Štěpán Manya, Národní divadlo, režie Michal Vajdička
- 2023 Ladislav Stroupežnický: Naši furianti, Valentin Bláha, Národní divadlo, režie Martin Františák
- 2023 Ivan Vyrypajev: Cherry Man, Tom, majitel domu, Stavovské divadlo, režie Kasha Jandáčková
- 2023 Klaus Mann: Mefisto, Otto Ulrichs, Státní opera, režie Marián Amsler
- 2024 Gaston Baty, Gustave Flaubert: Paní Bovaryová, Karel Bovary, Stavovské divadlo, režie Tomáš Loužný

## Filmografie, výběr

### Film
- 2013 Epilog, režie Václav Huleš (studentský film)
- 2013 Přijde letos Ježíšek?, Martin, režie Lenka Kny
- 2014 Všiváci, role: Miki Rohan za mlada, režie Roman Kašparovský
- 2016 Tajemství pouze služební, režie Pavol Zeleňák
- 2016 Jáma, režie Filip Kilian (studentský film)

### Televize
- 2010 Cesty domů, role: Policista Jaryn (Jaroslav Kenigr), (TV seriál), režie Jan Polišenský a Jiří Adamec
- 2016 Já, Mattoni (TV seriál), JUDr. Vítek, režie Marek Najbrt
- 2021 1. mise (TV seriál) por./npor. MUDr. Ing. Jan Rubeš
- 2025 ZOO Nové začátky (TV seriál) veterinář MVDr. Daniel Vrba